# 波德拉夫统计区
波德拉夫统计区 ，是斯洛文尼亚的一个统计区。该统计区最大的城市为马里博尔。波德拉夫统计区得名于该区境内的波霍尔耶山(Pohorje)与德拉瓦河(Drava)。波德拉夫统计区总面积2,170 km2，总人口319,144 (2004)。该统计区包含34个市镇，分别为普图伊、马里博尔等。

## 经济
经统计，55.3%的居民从事服务业，38.2%从事工业，6.5% 从事农业。